# Domaháza
Domaháza este un sat în districtul Ózd, județul Borsod-Abaúj-Zemplén, Ungaria, având o populație de 876 de locuitori (2011). 

## Demografie
Componența etnică a satului Domaháza
     Maghiari (87,28%)
     Romi (12,72%)
Componența confesională a satului Domaháza
     Romano-catolici (65,41%)
     Fără religie (18,84%)
     Necunoscută (14,95%)
     Reformați (0,8%)
Conform recensământului din 2011, satul Domaháza avea 876 de locuitori. Din punct de vedere etnic, majoritatea locuitorilor (87,28%) erau maghiari, cu o minoritate de romi (12,72%).  Din punct de vedere confesional, majoritatea locuitorilor (65,41%) erau romano-catolici, cu o minoritate de persoane fără religie (18,84%). Pentru 14,95% din locuitori nu este cunoscută apartenența confesională.